# Попередній підсилювач
Попередній підсилювач — електронний підсилювач (технічний термін - передпідсилювач), який перетворює слабкий (по напрузі або по навантажувальній спроможності) електричний сигнал в більш потужний. Попередній підсилювач розміщують якомога ближче до джерела сигналу, щоб передати цей сигнал без значних спотворень і шумів для подальшої обробки (наприклад, по кабелю). Попередній підсилювач також виконує роль розв'язує пристрої, що захищає джерело сигналу від нестабільного вхідного імпедансу наступного тракту.

## Опис
Ідеальний попередній підсилювач повинен бути лінійним (тобто мати постійний коефіцієнт посилення в робочому діапазоні), мати високий вхідний імпеданс (вимагати мінімальний струм для визначення вхідного сигналу) і низький вихідний імпеданс (забезпечувати мінімальне падіння вихідного напруги на корисне навантаження).
У аудіосистемах високого класу (Hi-Fi, Hi-End) попередній підсилювач використовується в якості концентратора для підключення інших компонентів аудіосистеми (наприклад, програвачів компакт-дисків і грамплатівок, мікрофонів, підсилювачів потужності). В попереднього підсилювача можуть бути як інтегрованими в мікшерні пульти або звукові карти, так і автономними пристроями. На передній панелі автономного попереднього підсилювача розміщуються засоби управління і регулювання, на задній панелі - набір роз'ємів для підключення аудіокомпонентів. Основна функція підсилювача - посилення слабкого сигналу до необхідного для подальшої обробки рівня (наприклад, від 10 мВ до 1,5 вольта).. Слабкий сигнал може приходити, наприклад, із звукознімачів і мікрофонів.
Звуковий передпідсилювач складається з комутатора входів, регулятора гучності і вихідного підсилювача, який забезпечує напругу на виході 1-1,5 В. Звукові підсилювачі часто забезпечуються регулятором тембру, можлива відключається тонкомпенсація.